# Alsójányok
Alsójányok (szlovákul Dolné Janíky) Jányok község része Szlovákiában a Nagyszombati kerületben a Dunaszerdahelyi járásban.

## Fekvése
Somorjától 16 km-re északkeletre fekszik.

## Története
Jányok települést 1287-ben "Jobagio castri de Janok" alakban említik először, 1310-ben földesura Jányoki jakab volt. Felsőjányok külön 1311-ben "Ianyk Superiori" néven szerepel oklevélben. Ettől kezdve a település két részből, Alsó- és Felsőjányokból állt. 1346-ban Alsójányok Streiz Marchard pozsonyi polgár birtoka lett. 1553-ban az óbudai apácák birtoka 13 portával. Később az Eszterházy és a Zichy családé. Lakói főként mezőgazdasággal foglalkoztak.
Vályi András szerint "Alsó, és Felső Jányok. Két elegyes magyar faluk Posony Várm. földes Ura a’ Religyiói Kintstár, az elött a’ Sz. Klára Szerzetén lévő Apatzáknak birtokok vala, lakosaik katolikusok, fekszenek a’ Csalóközben, Csákánnyal határosok, Nagy Magyarnak filiája, Csákonhoz, Madarászhoz is közel; szűk határjokat két időre szántyák, ’s kevés a’ réttyek."
Fényes Elek szerint "Jányok (Alsó és Felső), két egymáshoz közel fekvő magyar falu, Pozsony vmegyében, N. Magyarhoz 1/2 órányira; az első 184 kath., 11 zsidó; a második 189 kath., 6 zsidó lak. F. u. gr. Eszterházy Vinczéné. Ut. p. Pozsony."
Pozsony vármegye monográfiája szerint "Alsójányok, felsőcsallóközi magyar kisközség, 34 házzal és 246 róm. kath. vallású lakossal. E községnek első okleveles nyoma 1287-ben jelentkezik, a mikor is Januk néven említik. 1310-ben Jánoki Jakab a birtokosa, a ki itt szolgájának tekintélyes földbirtokot és kúriát adományoz. 1346-ban a pozsonyi káptalan Streiz Marchard pozsonyi polgárt iktatja e birtokba. 1368-ban Samothi György fia János felesége panaszt emel Saápi János fia Péter ellen, hogy e birtokát elfoglalta. 1394-ben Georgius de Ianyuk kir. ember nevében szerepel. 1402-ben Jamnik tót nevével is találkozunk, a mikor Monostori Berzéte Miklós van birtokosául említve. Az 1553-ból való portális 28összeírásban Alsó-Iányok néven, az ó-budai apáczák birtokául van felvéve 13 portával. 1647-ben a pozsonyi apáczáké és 1787-ben a vallásalapé. Később az Esterházy grófi, majd a Zichy grófi család birtoka lett. A község határában pogány kori őrhalmok láthatók. A falu postája és távírója Nagymagyar."
A trianoni békeszerződésig Pozsony vármegye Somorjai járásához tartozott. Alsó- és Felsőjányokot 1940-ben egyesítették.

## Népessége
1910-ben 259 lakosából 256 magyar, 2 szlovák és 1 német volt.

## Nevezetességei

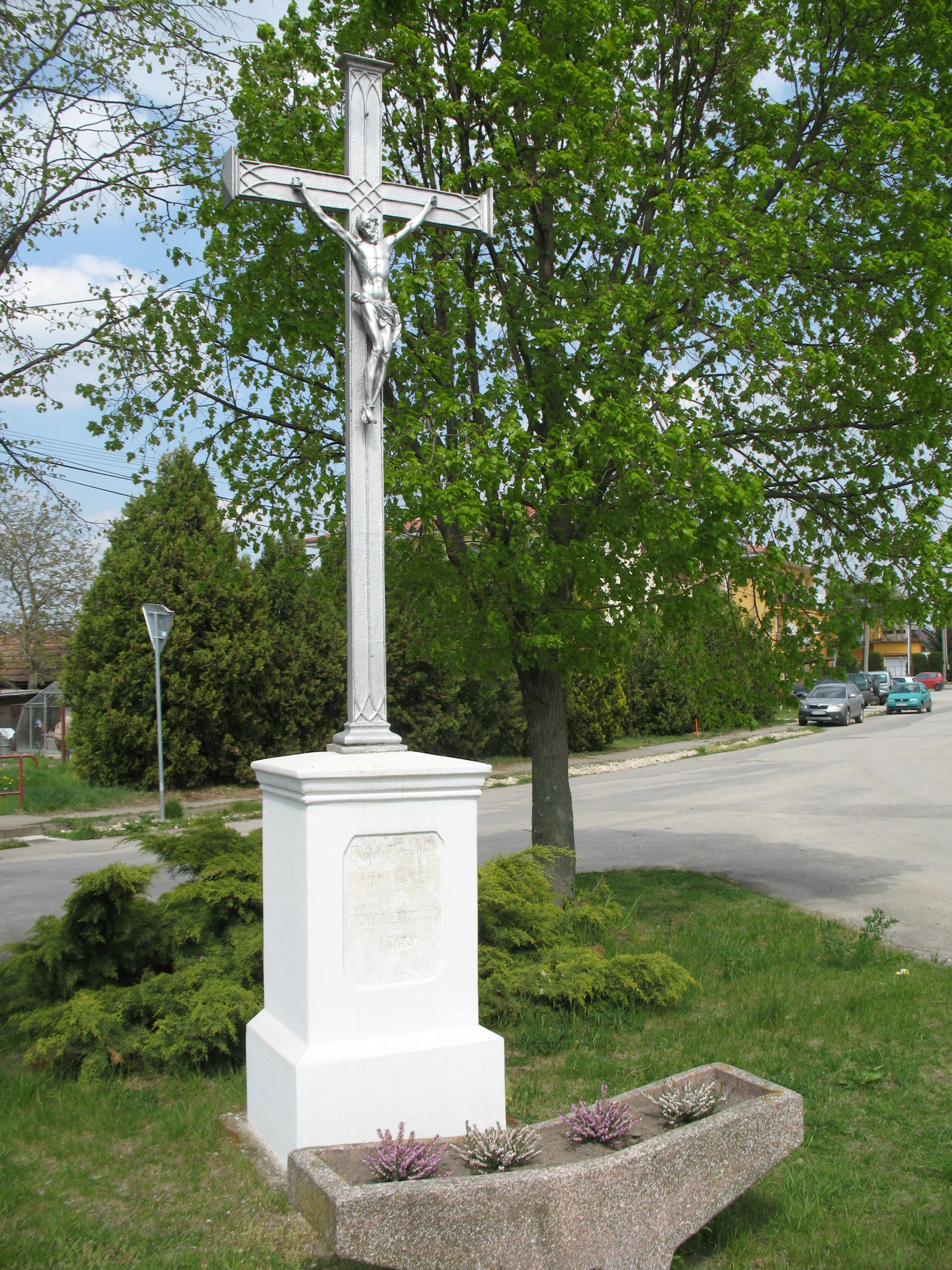
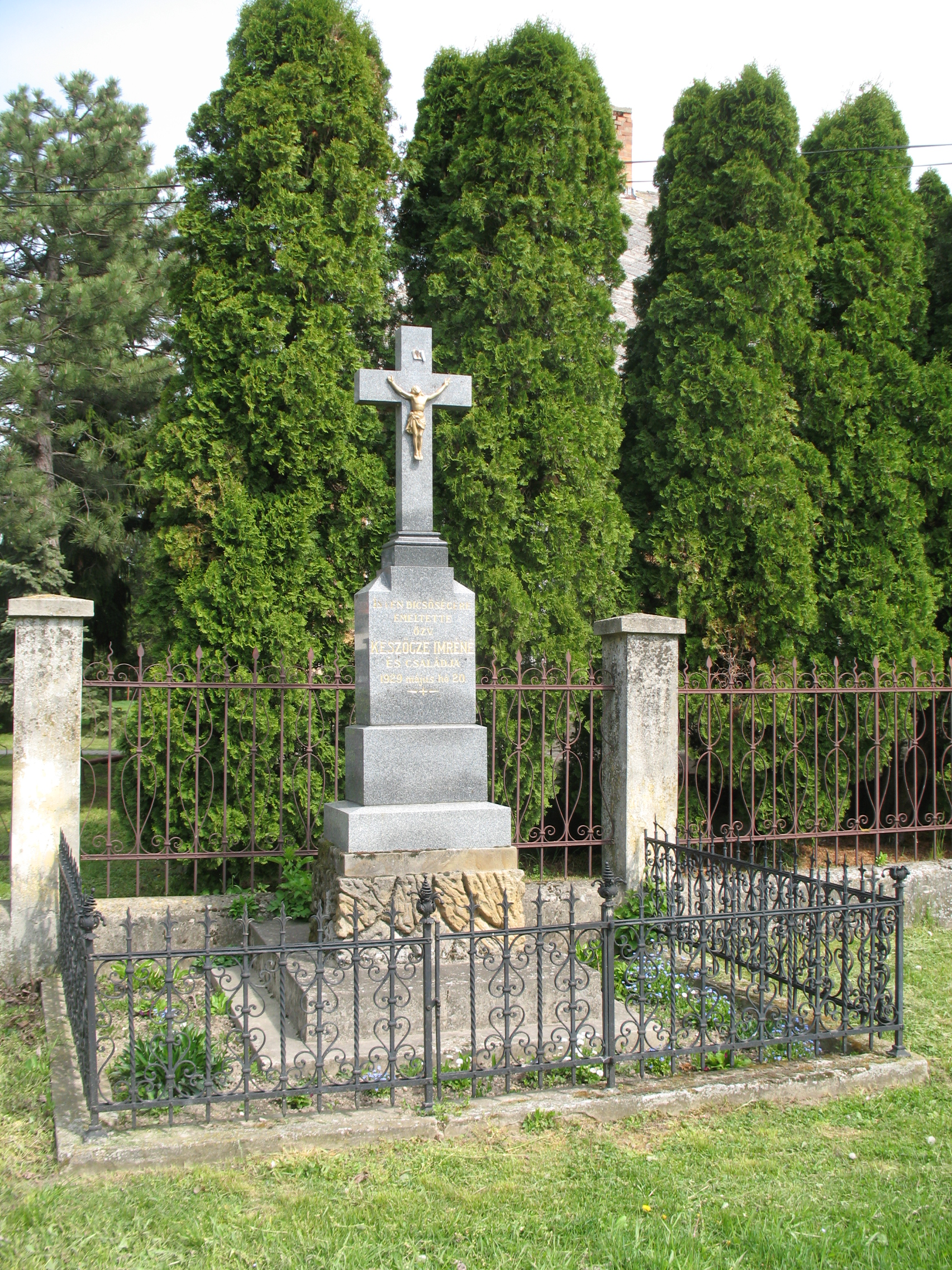
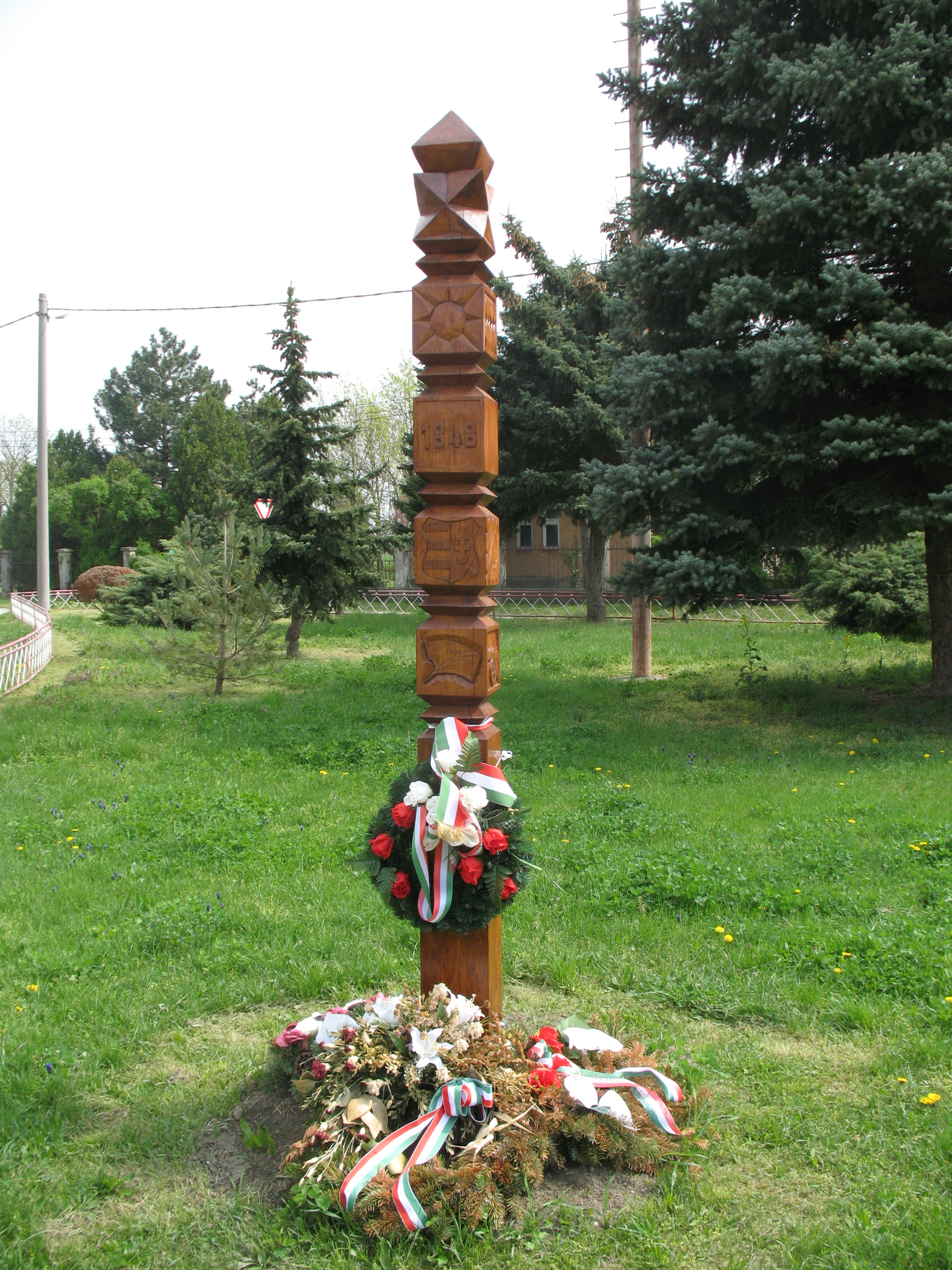

A jányoki egykori palánkvár maradványai Alsójányoktól 2 km-re északkeletre a Csillagvár mezőn, 127,3 m magas dombon a Kis-Duna jobb partján fekszenek. A vár valószínűleg a 17. században épült a török elleni végvárrendszer egyik tagjaként. A várat az 1990-es években tárták fel.